# Campionat del món d'escacs femení de 1986
El campionat del món d'escacs femení de 1986 fou guanyat per Maia Txiburdanidze, que va defensar amb èxit el seu títol contra l'aspirant Elena Akhmilovskaya.

## Interzonals de 1985
Com a part del procés de classificació, es varen jugar dos torneigs Interzonals el juny de 1985, un a l'Havana i l'altre a Zeleznovodsk, amb les millors jugadores de cada Zona de la FIDE. Hi prengueren part un total de 30 jugadores, de les quals les tres primeres de cada Interzonal es classificarien pel Torneig de Candidates.
A L'Havana, Alexandria i Akhmilovskaya ocuparen la primera i segona places i es classificaren directament. Cramling ocupà la darrera vacant pel Candidates després de guanyar un playoff contra Ioseliani i Terescenco-Nutu.
Litinskaya va guanyar a Zeleznovodsk, per davant de Wu i de Brustman; aquesta darrera es va classificar després d'un playoff contra Zaitseva.
|    | Jugadora                             | 1 | 2 | 3 | 4 | 5 | 6 | 7 | 8 | 9 | 10 | 11 | 12 | 13 | 14 | Punts | Desempat |
| -- | ------------------------------------ | - | - | - | - | - | - | - | - | - | -- | -- | -- | -- | -- | ----- | -------- |
| 1  | Nana Aleksàndria (Unió Soviètica)    | - | 1 | ½ | ½ | ½ | ½ | ½ | ½ | 1 | 1  | 1  | 1  | 1  | 1  | 10    |          |
| 2  | Elena Akhmilovskaya (Unió Soviètica) | 0 | - | 1 | 1 | 1 | ½ | ½ | ½ | ½ | 1  | 1  | ½  | 1  | 1  | 9½    |          |
| 3  | Pia Cramling (Suècia)                | ½ | ½ | - | ½ | 1 | 0 | 1 | ½ | 1 | ½  | 1  | 1  | 1  | 0  | 8½    | 53.00    |
| 4  | Nana Ioseliani (Unió Soviètica)      | ½ | ½ | ½ | - | 1 | ½ | 0 | 0 | 1 | 1  | 1  | 1  | ½  | 1  | 8½    | 50.00    |
| 5  | Daniela Terescenco-Nutu (Romania)    | ½ | ½ | 0 | 0 | - | ½ | 1 | 1 | 1 | 1  | 0  | 1  | 1  | 1  | 8½    | 48.25    |
| 6  | Zsuzsa Veroci-Petronic (Hongria)     | ½ | 0 | 1 | ½ | ½ | - | ½ | 1 | ½ | ½  | 0  | ½  | ½  | 1  | 7     | 44.00    |
| 7  | Gulnar Sakhatova (Unió Soviètica)    | ½ | 0 | 0 | 1 | 0 | ½ | - | ½ | 0 | 1  | 1  | ½  | 1  | 1  | 7     | 37.25    |
| 8  | Susan Walker (Anglaterra)            | ½ | 0 | ½ | 1 | 0 | 0 | ½ | - | ½ | 1  | 0  | 1  | 1  | ½  | 6½    | 38.25    |
| 9  | An Yangfeng (Xina)                   | 0 | 0 | 0 | 0 | 0 | ½ | 1 | ½ | - | 1  | 1  | ½  | 1  | 1  | 6½    | 30.75    |
| 10 | Diane Savereide (Estats Units)       | 0 | ½ | ½ | 0 | 0 | ½ | 0 | 0 | 0 | -  | 1  | 1  | 1  | 1  | 5½    |          |
| 11 | Zirka Frometa (Cuba)                 | 0 | 0 | 0 | 0 | 1 | 1 | 0 | 1 | 0 | 0  | -  | 0  | ½  | ½  | 4     | 24.75    |
| 12 | Asela De Armas (Cuba)                | 0 | ½ | 0 | 0 | 0 | ½ | ½ | 0 | ½ | 0  | 1  | -  | ½  | ½  | 4     | 21.75    |
| 13 | Nava Shterenberg (Canadà)            | 0 | 0 | 0 | ½ | 0 | ½ | 0 | 0 | 0 | 0  | ½  | ½  | -  | 1  | 3     |          |
| 14 | Stepanka Vokralova (RFA)             | 0 | 0 | 1 | 0 | 0 | 0 | 0 | ½ | 0 | 0  | ½  | ½  | 0  | -  | 2½    |          |
|    | Jugadora                             | 1 | 2 | 3 | 4 | 5 | 6 | 7 | 8 | 9 | 10 | 11 | 12 | 13 | 14 | 15 | 16 | Punts | Desempat |
| -- | ------------------------------------ | - | - | - | - | - | - | - | - | - | -- | -- | -- | -- | -- | -- | -- | ----- | -------- |
| 1  | Marta Litinskaya (Unió Soviètica)    | - | 1 | 0 | 1 | 1 | ½ | ½ | ½ | 1 | ½  | 1  | ½  | 1  | ½  | 1  | 1  | 11    |          |
| 2  | Wu Mingqian (Xina)                   | 0 | - | ½ | 1 | 1 | 1 | 1 | 0 | 0 | ½  | 1  | 1  | ½  | 1  | 1  | 1  | 10½   |          |
| 3  | Agnieszka Brustman (Polònia)         | 1 | ½ | - | 0 | ½ | 0 | 1 | ½ | 1 | 0  | 1  | 1  | 1  | ½  | 1  | 1  | 10    | 67.25    |
| 4  | Ludmila Zaitseva (Unió Soviètica)    | 0 | 0 | 1 | - | ½ | ½ | ½ | ½ | 1 | 1  | 0  | 1  | 1  | 1  | 1  | 1  | 10    | 63.50    |
| 5  | Svetlana Matveeva (Unió Soviètica)   | 0 | 0 | ½ | ½ | - | 1 | 1 | ½ | 1 | ½  | 1  | ½  | ½  | 1  | ½  | 1  | 9½    | 64.75    |
| 6  | Nona Gaprindaixvili (Unió Soviètica) | ½ | 0 | 1 | ½ | 0 | - | 0 | 1 | 1 | 1  | ½  | 1  | ½  | ½  | 1  | 1  | 9½    | 62.75    |
| 7  | Nino Gurieli (Unió Soviètica)        | ½ | 0 | 0 | ½ | 0 | 1 | - | ½ | 0 | ½  | 1  | 1  | 1  | 1  | 1  | 1  | 9     |          |
| 8  | Margareta Mureşan (Romania)          | ½ | 1 | ½ | ½ | ½ | 0 | ½ | - | 0 | 1  | 0  | ½  | 1  | 1  | ½  | ½  | 8     |          |
| 9  | Nina Høiberg (Dinamarca)             | 0 | 1 | 0 | 0 | 0 | 0 | 1 | 1 | - | 0  | 0  | ½  | 1  | 1  | 1  | 1  | 7½    |          |
| 10 | Lena Glaz (Israel)                   | ½ | ½ | 1 | 0 | ½ | 0 | ½ | 0 | 1 | -  | 0  | 0  | 1  | ½  | 1  | ½  | 7     | 49.25    |
| 11 | Giovanna Arbunic (Xile)              | 0 | 0 | 0 | 1 | 0 | ½ | 0 | 1 | 1 | 1  | -  | ½  | 1  | 0  | ½  | ½  | 7     | 48.00    |
| 12 | Maria Ivanka (Hongria)               | ½ | 0 | 0 | 0 | ½ | 0 | 0 | ½ | ½ | 1  | ½  | -  | 0  | 0  | 1  | 1  | 5½    |          |
| 13 | Rohini Khadilkar (Índia)             | 0 | ½ | 0 | 0 | ½ | ½ | 0 | 0 | 0 | 0  | 0  | 1  | -  | 1  | 1  | ½  | 5     |          |
| 14 | Liu Shilan (Xina)                    | ½ | 0 | ½ | 0 | 0 | ½ | 0 | 0 | 0 | ½  | 1  | 1  | 0  | -  | 0  | ½  | 4½    |          |
| 15 | Julia Lebel-Arias (França)           | 0 | 0 | 0 | 0 | ½ | 0 | 0 | ½ | 0 | 0  | ½  | 0  | 0  | 1  | -  | ½  | 3     | 18.25    |
| 16 | Pepita Ferrer (Catalunya)            | 0 | 0 | 0 | 0 | 0 | 0 | 0 | ½ | 0 | ½  | ½  | 0  | ½  | ½  | ½  | -  | 3     | 17.25    |

## Torneig de Candidates de 1986
Les sis classificades dels Interzonals es reuniren amb dues jugadores més: Levitina, qui havia perdut el darrer matx pel campionat del món, i Semenova, qui havia perdut l'anterior final de Candidates.
En lloc del sistema d'eliminatòries que s'havia fet servir en els darrers cinc cicles pel campionat del món, el Torneig de Candidates en aquest cicle es va disputar mitjançant un torneig a doble round robin, celebrat a Malmö el febrer de 1986. Malgrat que va perdre ½-1½ contra les seves dues perseguidores, Akhmilovskaya va aconseguir de guanyar el torneig per mig punt, obtenint així el dret de reptar la campiona regnant a un matx pel títol.
|   | Jugadora                               | 1  | 2 | 3  | 4  | 5  | 6  | 7  | 8  | Punts | Desempat |
| - | -------------------------------------- | -- | - | -- | -- | -- | -- | -- | -- | ----- | -------- |
| 1 | Elena Akhmilovskaya (Unió Soviètica)   | -  | ½ | ½  | 1½ | 1½ | 1½ | 2  | 2  | 9½    |          |
| 2 | Nana Aleksàndria (Unió Soviètica)      | 1½ | - | 1  | 1  | 1  | 1½ | 1  | 2  | 9     |          |
| 3 | Marta Litinskaya-Shul (Unió Soviètica) | 1½ | 1 | -  | 1  | 1  | 1  | ½  | 2  | 8     |          |
| 4 | Pia Cramling (Suècia)                  | ½  | 1 | 1  | -  | 2  | ½  | 1½ | ½  | 7     | 49.50    |
| 5 | Lidia Semenova (Unió Soviètica)        | ½  | 1 | 1  | 0  | -  | 1½ | 1½ | 1½ | 7     | 45.00    |
| 6 | Agnieszka Brustman (Polònia)           | ½  | ½ | 1  | 1½ | ½  | -  | 1  | 1½ | 6½    |          |
| 7 | Irina Levítina (Unió Soviètica)        | 0  | 1 | 1½ | ½  | ½  | 1  | -  | 1½ | 6     |          |
| 8 | Wu Mingqian (Xina)                     | 0  | 0 | 0  | 1½ | ½  | ½  | ½  | -  | 3     |          |

## Matx pel Campionat del Món de 1986
El matx pel campionat del món es va celebrar a Sofia el 1986. Una altra vegada, la campiona defensora, Txiburdanidze va vèncer sense massa problemes. Va guanyar l'aspirant Akhmilovskaya amb un confortable marge de tres punts, i va retenir així el títol.
|                                      | 1 | 2 | 3 | 4 | 5 | 6 | 7 | 8 | 9 | 10 | 11 | 12 | 13 | 14 | Total |
| ------------------------------------ | - | - | - | - | - | - | - | - | - | -- | -- | -- | -- | -- | ----- |
| Maia Txiburdanidze (Unió Soviètica)  | 1 | ½ | ½ | ½ | 1 | ½ | 1 | 1 | 0 | ½  | ½  | ½  | ½  | ½  | 8½    |
| Elena Akhmilovskaya (Unió Soviètica) | 0 | ½ | ½ | ½ | 0 | ½ | 0 | 0 | 1 | ½  | ½  | ½  | ½  | ½  | 5½    |